# Sofia Mabergs
Bygg Ida Sofia Mabergs (Lima, 9 de abril de 1993) es una deportista sueca que compite en curling.
Participó en dos Juegos Olímpicos de Invierno, obteniendo dos medallas, oro en Pyeongchang 2018 y bronce en Pekín 2022.
Ganó dos medallas en el Campeonato Mundial de Curling, en los años 2018 y 2019, y seis medallas en el Campeonato Europeo de Curling entre los años 2016 y 2024.

## Palmarés internacional
| Juegos Olímpicos   | Juegos Olímpicos            | Juegos Olímpicos  | Juegos Olímpicos |
| Año                | Lugar                       | Medalla           | Prueba           |
| ------------------ | --------------------------- | ----------------- | ---------------- |
| 2018               | Pyeongchang (Corea del Sur) | Medalla de oro    | Equipo           |
| 2022               | Pekín (China)               | Medalla de bronce | Equipo           |
| Campeonato Mundial |                             |                   |                  |
| Año                | Lugar                       | Medalla           | Prueba           |
| 2018               | North Bay (Canadá)          | Medalla de plata  | Equipo           |
| 2019               | Silkeborg (Dinamarca)       | Medalla de plata  | Equipo           |
| Campeonato Europeo |                             |                   |                  |
| Año                | Lugar                       | Medalla           | Prueba           |
| 2016               | Renfrew (Reino Unido)       | Medalla de plata  | Equipo           |
| 2017               | San Galo (Suiza)            | Medalla de plata  | Equipo           |
| 2018               | Tallin (Estonia)            | Medalla de oro    | Equipo           |
| 2019               | Helsingborg (Suecia)        | Medalla de oro    | Equipo           |
| 2021               | Lillehammer (Noruega)       | Medalla de plata  | Equipo           |
| 2024               | Lohja (Finlandia)           | Medalla de plata  | Equipo           |